# Iakîmivka, Henicesk
Iakîmivka (în ucraineană Якимівка) este un sat în comuna Plavske din raionul Henicesk, regiunea Herson, Ucraina.

## Demografie
Componența lingvistică a localității Iakîmivka
     Ucraineană (100%)
Conform recensământului din 2001, toată populația localității Iakîmivka era vorbitoare de ucraineană (100%).